# 巴拉弗兰卡
巴拉弗兰卡（義大利語：Barrafranca），是意大利西西里大区恩纳省的一个市镇。总面积53.64平方公里，人口13049人，人口密度243.3人/平方公里（2009年）。ISTAT代码为086004。